# فهد يوسف سعود الصباح
الشيخ فهد يوسف سعود الصباح (مواليد 1959) عسكري كويتي سابق برتبة عميد ركن، النائب الأول لرئيس مجلس الوزراء وزير الداخلية منذ 12 مايو 2024.

## عن حياته
ولد الشيخ فهد يوسف سعود الصباح في سنة 1959 وتخرج في الكلية العسكرية بالكويت وبعد تخرجه عمل ضابطاً في الحرس الأميري في الجيش الكويتي وتدرج في عمله إلى أن تقاعد برتبة عميد.
في 17 يناير 2024 صدر مرسومٌ أميري بتشكيل الحكومة حيث عُين نائباً لرئيس مجلس الوزراء ووزيراً للدفاع ووزيراً للداخلية بالوكالة.
وفي 12 مايو 2024 صدر مرسومٌ أميري بتشكيل الحكومة حيث عُين نائباً أول لرئيس مجلس الوزراء ووزيراً للدفاع ووزيراً للداخلية. وشغل منصب وزير الدفاع حتى 4 فبراير 2025.

## الغزو العراقي
كان للشيخ فهد اليوسف دورٌ في عملية خروج أمير الكويت آنذاك الشيخ جابر الأحمد الجابر الصباح وولي عهده الشيخ سعد العبد الله السالم الصباح من دولة الكويت إلى المملكة العربية السعودية في 2 أغسطس 1990 أثناء الغزو العراقي للكويت، حيث كان هو من يقود السيارة التي خرج بها الشيخ جابر والشيخ سعد من الكويت، وكان مرافقاً للشيخ جابر الأحمد خلال وجوده في المملكة العربية السعودية أثناء الغزو العراقي للكويت.

## عائلته
هو فهد بن يوسف بن سعود بن محمد بن صباح الصباح حاكم الكويت السادس. لديه من الأشقاء: أحمد، مشعل، علي، عواطف، خالد، محمد، وبيبي.
متزوج ولديه من الأبناء والبنات:
1. يوسف
2. بدر
3. عبد الله
4. فيصل
5. دلال
6. سارة[بحاجة لمصدر]